# Bambole (romanzo)
Bambole (sottotitolo Un romanzo cybersex) è un romanzo cyberpunk dello scrittore italiano Lorenzo Bartoli, pubblicato nel 1996, firmato con lo pseudonimo di "Akira Mishima".

## Trama
(Lorenzo Bartoli, Bambole)
Leo Kaminski vive da cinque anni in ristrettezze economiche in un tugurio di Osaka con la sua amante, l'androide sessuale Candy, una delle cosiddette "bambole". Leo vive alla giornata con gli scarsi proventi della sua attività di investigatore privato. Quando Candy viene brutalmente uccisa da alcuni taglieggiatori, l'uomo, impazzito dal dolore, decide di vendicarsi, uccidendo a sua volta, Mingus De Ville, capo di innumerevoli racket criminali e degli assassini di Candy. Introdottosi nel cyberspazio per trovare informazioni per mettere a punto il suo piano di vendetta, si imbatte in Mirna Shon, ribelle figlia del potentissimo presidente del paese, Omar Shon che lo convince a indagare sulla scomparsa del suo amante, Maurice Fomin. Nell'incursione nel cyberspazio Leo è stato aiutato dall'amico Toy Sakamoto, un cyborg con forza e resistenza sovrumani, anche lui con dei conti in sospeso con Mingus. Leo ritrova Maurice Fomin e scopre che in realtà è il suo vecchio amico, Shelton Dolby, creduto morto. Shelton era a capo di un'azienda informatica leader nel settore, la cui acquisizione era tra le mire di Mingus. Per non mettere in pericolo la sua famiglia, Shelton si era finto morto. 
Leo vorrebbe tentare di introdursi con la forza nella villa di Mingus, impresa disperata e suicida ma viene dissuaso da Toy. Con l'aiuto dell'amico, Leo riesce a farsi assumere come autista e guardia del corpo di Mingus; nella villa di questi incontra l'androide Florence, replica esatta di Candy, della quale si innamora. Una notte Leo decide di portare a compimento la vendetta: con l'aiuto di Toy e di Mirna, elimina le guardie del corpo di Mingus e lo affronta. Da questi viene a sapere che la sua memoria era stata cancellata, lasciandogli intatti solo i ricordi degli ultimi cinque anni, che Cany era stata modellata sulle fattezze di Lorna Min Thiao, ex donna di Leo, diventata l'amante Omar Shon. Leo, Mingus, Shelton e Lorna erano stati gli inventori delle bambole. Quando Leo aveva scoperto che, a sua insaputa gli androidi sessuali erano stati modificati per rilasciare una droga, la "Tenia", che rende i loro amanti dipendenti, si era ribellato. I tre soci allora, non potendolo più controllare, lo avevano estromesso dagli affari, cancellandogli la memoria. 
Leo comprende che la sete di vendetta, spinta all'estremo, altro non era che una crisi di astinenza dovuta, dopo la morte di Candy, alla mancata assunzione della Tenia. Capisce anche che, con il rapporto con Florence, ha iniziato ad assumere nuovamente la droga e, grazie a ciò, i suoi comportamenti sono tornati ad essere controllabili. Mentre Leo e Mingus si confrontano, la villa viene presa d'assalto da Shelton che ha intenzione di sostituirsi a Mingus nei suoi traffici e, grazie ai suoi soldi e alla complicità del finanziere Oran Tagashi, aspira alla presidenza scalzando Omar Shon dal potere. Durante la resa dei conti finale, Toy e Mirna, vengono uccisi, mentre Florence, che si scopre avere anche capacità belliche, si getta nella lotta uccidendo i rimanenti uomini di Shelton, salvando la vita a Leo che riesce a uccidere Shelton. Nella villa rimangono in vita solo Leo, Florence e Mingus; quest'ultimo confessa a Leo l'ultimo suo piano, ossia di creare dei super soldati a partire dai progetti delle bambole. Mingus è sotto la minaccia delle armi di Leo ma è convinto che Florence, programmata per difenderlo come suo proprietario, lo proteggerà ma, inaspettatamente, innamoratasi di Leo, l'androide spezza il collo a Mingus. Leo e Florence, unici sopravvissuti, lasciano la villa insieme.

## Personaggi
Leonard "Leo" KaminskyQuarantenne, investigatore privato, da alcuni anni vive nell'indigenza. Quando la sua amante, l'androide Candy, viene brutalmente uccisa da alcuni taglieggiatori, l'uomo deciderà di vendicarsi del capo del racket, Mingus.
CandyL'androide "sessuale" compagna di Leo.
Mingus De VilleUno degli uomini più ricchi della Terra, a capo di innumerevoli racket criminali.
Mirna ShonRibelle figlia del potentissimo Presidente del paese, Omar Shon II,si rivolge a Leo per ritrovare il suo amante scomparso, Maurice Fomin, temendo che sia stato fatto sparire dal padre.
Shelton DolbyAmico di Leo, a capo di una serie di imprese hi-tech. Si finge morto quando riceve minacce, rivolte anche alla sua famiglia, da parte di Mingus che vuole rilevare la sua società. Leo scoprirà che l'amico è stato l'amante di Mirna, nascosto sotto l'alter ego di Maurice Fomin.
Barbara DolbyAmica di Leo e moglie di Shelton. Inaspettatamente, si sostituisce al marito alla guida delle sue imprese alla sua morte. Assolda Leo per essere protetta.
Toy SakamotoIl cyborg amico di Leo che accetta di aiutarlo per vendicarsi della morte del padre, per la quale incolpa Mingus.
MurrayIl braccio destro e guardia del corpo di Mingus. Estremamente devoto al suo capo.
FlorenceL'androide esatta replica di Candy, della quale Leo si innamora.
Lorna Min ThiaoEx fidanzata di Leo, diventata l'amante Omar Shon e scomparsa misteriosamente.
Oran TagashiPotentissimo finanziere, tycoon delle telecomunicazioni, appoggiato dalla Triade.

## Altri media
Nel 1996 il romanzo è stato adattato in un fumetto dal titolo Dolls, édito dalla Comic Art, con testi dello stesso Lorenzo Bartoli e disegni di Saverio Tenuta; il fumetto è stato pubblicato anche per il mercato statunitense dalla casa editrice Sirius Entertainment.

## Edizioni
- Lorenzo Bartoli, Bambole. Un romanzo cybersex, Estremi, n. 2, Roma, Fanucci, 1996, ISBN 8834705467.
- Lorenzo Bartoli, Bambole, Economica tascabile, n. 80, Roma, Fanucci, 1998, ISBN 8834706080.